# Liste der Einträge im National Register of Historic Places im Avoyelles Parish

Lage des Avoyelles Parish in Louisiana

Die Liste der Registered Historic Places im Avoyelles Parish in Louisiana führt alle Bauwerke und historischen Stätten im Avoyelles Parish auf, die in das National Register of Historic Places aufgenommen wurden.

## Legende
| NRHP | Historic Place             |
| HD   | Historic District          |
| NHL  | National Historic Landmark |

## Aktuelle Einträge
| [ 2 ] | Name                                           | Bild                                           | Eintragsdatum        | Lage | Ort                     | Beschreibung                                               |
| ----- | ---------------------------------------------- | ---------------------------------------------- | -------------------- | --- | ----------------------- | ---------------------------------------------------------- |
| 1     | Bailey Hotel                                   | Bailey Hotel                                   | 1999 ID-Nr. 99000929 | 102 Magnolia Street 30° 57′ 13″ N, 92° 11′ 7″ W                                                                      | Bunkie                  |                                                            |
| 2     | Bailey Theatre                                 |                                                | 1979 ID-Nr. 79001052 | Oak Street 30° 57′ 17″ N, 92° 11′ 6″ W                                                                               | Bunkie                  |                                                            |
| 3     | Bayou Rouge Baptist Church                     | Bayou Rouge Baptist Church                     | 1980 ID-Nr. 80001696 | Church Street Ecke College Street 30° 57′ 18″ N, 92° 6′ 11″ W                                                        | Evergreen               | 1859 im Stil des Greek Revival errichtete Kirche           |
| 4     | Alfred H. Bordelon House                       |                                                | 1986 ID-Nr. 86003133 | 511 North Washington Street 31° 7′ 45″ N, 92° 3′ 48″ W                                                               | Marksville              |                                                            |
| 5     | Hypolite Bordelon House                        | Hypolite Bordelon House                        | 1980 ID-Nr. 80001698 | LA 1 31° 7′ 30″ N, 92° 4′ 3″ W                                                                                       | Marksville              |                                                            |
| 6     | Bordelonville Floodgate                        | Bordelonville Floodgate                        | 1991 ID-Nr. 91000277 | Camber Road und LA 451, am Deich des Bayou des Glaises 31° 5′ 58″ N, 91° 51′ 52″ W                                   | Bordelonville           |                                                            |
| 7     | Calliham Plantation House                      |                                                | 1982 ID-Nr. 82002754 | Old LA 1 31° 1′ 35″ N, 91° 55′ 50″ W                                                                                 | Hamburg                 |                                                            |
| 8     | Central Bank and Trust Co.                     | Central Bank and Trust Co.                     | 1998 ID-Nr. 98000439 | 2472 Main Street 31° 3′ 31″ N, 92° 7′ 18″ W                                                                          | Hessmer                 |                                                            |
| 9     | Corey Roblin's house, Bordelonville            |                                                | 2005 ID-Nr. 05000933 | 2057 L'Eglise Street 31° 3′ 28″ N, 92° 2′ 56″ W                                                                      | Bordelonville           |                                                            |
| 10    | Clarendon Plantation House                     |                                                | 1985 ID-Nr. 85000970 | LA 29 30° 57′ 3″ N, 92° 7′ 46″ W                                                                                     | Evergreen               | 1842 im Stil des Greek Revival errichtetes Herrenhaus      |
| 11    | Dr. Jules Charles Des Fosse House              | Dr. Jules Charles Des Fosse House              | 1976 ID-Nr. 76000961 | L'Eglise Street 31° 3′ 43″ N, 92° 3′ 5″ W                                                                            | Mansura                 |                                                            |
| 12    | Edwin Epps House                               | Edwin Epps House                               | 1984 ID-Nr. 84001255 | US 71 30° 57′ 40″ N, 92° 11′ 36″ W                                                                                   | Bunkie                  |                                                            |
| 13    | Fort No. 2 at Yellow Bayou                     | Fort No. 2 at Yellow Bayou                     | 1997 ID-Nr. 97000337 | LA 1 30° 59′ 26″ N, 91° 50′ 30″ W                                                                                    | westlich von Simmesport |                                                            |
| 14    | Frithland                                      | Frithland                                      | 1985 ID-Nr. 85000969 | LA 29 30° 56′ 19″ N, 92° 11′ 25″ W                                                                                   | Bunkie                  |                                                            |
| 15    | Joffrion House                                 | Joffrion House                                 | 1982 ID-Nr. 82002755 | 605 North Monroe Street 31° 7′ 51″ N, 92° 3′ 51″ W                                                                   | Marksville              |                                                            |
| 16    | Lacour's Fish and Ice Company Building         |                                                | 1983 ID-Nr. 83000488 | LA 1 30° 59′ 16″ N, 91° 48′ 35″ W                                                                                    | Simmesport              |                                                            |
| 17    | Thomas A. Lemoine House (Hamburg)              |                                                | 1985 ID-Nr. 85001589 | LA 451 31° 1′ 55″ N, 91° 56′ 8″ W                                                                                    | Hamburg                 | 1885 errichtetes Wohnhaus                                  |
| 18    | Thomas A. Lemoine House (Moreauville)          | Thomas A. Lemoine House (Moreauville)          | 1985 ID-Nr. 85001588 | LA 451 31° 2′ 32″ N, 91° 58′ 42″ W                                                                                   | Moreauville             | 1916 errichtetes Wohnhaus                                  |
| 19    | Lone Pine                                      |                                                | 1982 ID-Nr. 82000430 | Abseits des LA 361 30° 56′ 42″ N, 92° 6′ 10″ W                                                                       | Evergreen               |                                                            |
| 20    | Louisiana Railway and Navigation Company Depot | Louisiana Railway and Navigation Company Depot | 1996 ID-Nr. 96001264 | Depot Street Ecke Cleco Street 31° 3′ 24″ N, 92° 3′ 2″ W                                                             | Mansura                 |                                                            |
| 21    | Marksville Commercial Historic District        | Marksville Commercial Historic District        | 1983 ID-Nr. 83000489 | Abgegrenzt durch Monroe Street, Washington Street, North Ogden Street und Bontempt Street 31° 7′ 38″ N, 92° 3′ 56″ W | Marksville              |                                                            |
| 22    | Marksville Prehistoric Indian Site             | Marksville Prehistoric Indian Site             | 1966 ID-Nr. 66000372 | Marksville Prehistoric Indian Park State Monument 31° 7′ 32,8″ N, 92° 2′ 53,6″ W                                     | Marksville              | Grabhügel und Fundstätten aus der Zeit der Hopewell-Kultur |
| 23    | Moreauville High School                        | Moreauville High School                        | 2008 ID-Nr. 08000019 | 287 Main Street 31° 2′ 6″ N, 91° 58′ 23″ W                                                                           | Moreauville             |                                                            |
| 24    | Oak Hall                                       | Oak Hall                                       | 1986 ID-Nr. 86003134 | LA 29 30° 53′ 29″ N, 92° 12′ 42″ W                                                                                   | Bunkie                  |                                                            |
| 25    | Oakwold Plantation House                       |                                                | 1980 ID-Nr. 80001697 | Abseits des LA 29 30° 57′ 10″ N, 92° 7′ 22″ W                                                                        | westlich von Evergreen  |                                                            |
| 26    | Adam Ponthieu Store-Big Bend Post Office       | Adam Ponthieu Store-Big Bend Post Office       | 2002 ID-Nr. 01001490 | 8554 LA 451 31° 4′ 25″ N, 91° 47′ 37″ W                                                                              | nördlich von Simmesport |                                                            |
| 27    | Dr. Thomas A. Roy, Sr., House                  |                                                | 1985 ID-Nr. 85000971 | L'Eglise Street 31° 3′ 33″ N, 92° 2′ 58″ W                                                                           | Mansura                 |                                                            |
| 28    | St. Mary's Assumption Church                   | St. Mary's Assumption Church                   | 1989 ID-Nr. 89000330 | Front Street 30° 59′ 11″ N, 92° 3′ 17″ W                                                                             | Cottonport              | 1918 im neoklassizistischen Stil errichtete Kirche         |
| 29    | St. Paul Lutheran Church                       | St. Paul Lutheran Church                       | 1990 ID-Nr. 90000353 | LA 107 31° 5′ 15″ N, 92° 2′ 53″ W                                                                                    | nördlich von Mansura    | 1916 errichtete lutherische Kirche                         |
| 30    | Sarto Bridge                                   | Sarto Bridge                                   | 1989 ID-Nr. 89002027 | Brücke der LA 451 über den Bayou Des Glaises 31° 4′ 26″ N, 91° 47′ 33″ W                                             | nördlich von Simmesport |                                                            |
| 31    | Texas and Pacific Railroad Depot               | Texas and Pacific Railroad Depot               | 1991 ID-Nr. 91000345 | West Main Street Ecke Oak Street 30° 57′ 18″ N, 92° 11′ 5″ W                                                         | Bunkie                  |                                                            |